# Studie I (Stockhausen)
Die Studie I (oder auch Elektronische Studie I) von Karlheinz Stockhausen aus dem Jahr 1953 ist eine der ersten Kompositionen für elektronische Musik, die nach seriellen Reihentechniken konstruiert wurde und deren elektroakustisches Grundmaterial aus Sinustönen besteht. Im Werkeverzeichnis des Komponisten trägt sie zusammen mit Studie II die Nr. 3 und ist insgesamt 9:42 Minuten lang. Zudem existiert zu der Komposition eine Partitur.

## Hintergrund
Karlheinz Stockhausen sah sich in den frühen 1950er Jahren musikalischen Grenzen ausgesetzt, da sein'„Streben nach einer wirklichen Synthese von Klangstrukturen“ (S. 39) durch die Komposition mit Instrumentaltönen nach verschiedenen Strukturen und einem gemeinsamen rationalen Proportionsprinzip nicht durchführbar gewesen ist: „Der Widerspruch zwischen konsequenter Reihenkomposition und einer Verwendung von Instrumenten wird an Versuchen deutlich, die Klangfarben verschiedener Instrumente durch Reihen ordnen zu wollen. So, wie man Zeit- und Lautstärkeproportionen und Intervallverhältnisse der Tonhöhen als Reihenstruktur ordnet.“ (S. 39) Ein Instrumentalton ist bereits in der Anordnung seine Obertöne und deren Lautstärkeverhältnisse determiniert, die die Charakteristik eines Instrumentaltons ausmacht. Daher verwendete der Komponist für Studie I reine Sinustöne, die mit Sinusgeneratoren erzeugt werden. Jeder existierende Klang und damit auch jedes Geräusch ist ein Gemisch solcher Sinustöne und deren Spektrum, das durch die Anzahl-, Intervall- und Lautstärkeverhältnisse der Sinustöne zueinander die Klangfarbe bestimmt.
Des Weiteren sah Stockhausen in der elektronischen Musik, die Möglichkeit die Grenzen eines ausführenden Spielers zu überwinden, die somit die Arbeit für Komponisten ebenfalls eingrenzen: „Es fiel Ihnen Musik ein, die in vielerei Hinsicht nicht mit Instrumenten zu verwirklichen war. Wurde in einzelnen Fällen solche Musik demnach unter viel Verrenkungen und Komplikationen für Instrumente geschrieben, so stellten sich in Grenzfällen fast unüberwindliche Schwierigkeiten […] des Spielens und endlich der klanglichen Wirksamkeit ein.“ (S. 41) Elektronische Musik überwand diese Grenzen und somit konnte eine Musik komponiert werden, die zum Teil für ausführende Spieler technisch nicht spielbar war. Dennoch lehnte Stockhausen instrumentale Musik nicht ab, sondern sah darin andere Qualitäten. Instrumentalmusik gab die Möglichkeit, die Aktion des Spielers durch optische Zeichen zu beeinflussen und eine schöpferische, stets veränderliche Reaktionsfähigkeit anzusprechen. Eine instrumentale Aufführung ist somit jedes Mal einzigartig. In elektronischer Musik lässt sich mit einmaliger Produktion eine beliebige Wiederholbarkeit der Aufführung erreichen. (S. 148 ff.)

## Entstehung
Das Werk entstand im Studio für elektronische Musik des WDR in Köln, welches 1953 eröffnet und von Herbert Eimert geleitet wurde. Stockhausen realisierte zunächst eine Etude im Jahr 1952 in Paris, die jedoch aus Klängen angeschlagener Klaviersaiten besteht. Die Tatsache vorgefertigtes Material zu verwenden, wie es aus der Tradition der musique concrète üblich ist, ließ sich jedoch nicht mit der zu verwirklichenden Synthese von Klangstrukturen vereinbaren, die in Studie I realisiert wurde, weshalb Stockhausen die Etude zurückzog und zunächst für einige Jahrzehnte nicht veröffentlichte.

## Struktur
Der Komponist setzte sich folgende Voraussetzung für die Realisierung auf ein Tonband: Das zu verwendende Reihensystem der Sinustöne sollte in einem von ihm definierten mittlerem Hörbereich beginnen, das in beide Richtungen der Tonhöhe zu den Hörgrenzen strebt. Die Dauer eines Tones soll umgekehrt proportional zu seinem definierten Frequenzabstand sein. Die Schallstärke soll mit wachsendem Frequenzabstand aus dem mittleren Hörbereich proportional zur Dauer abnehmen.
Das bereits erwähnte Verhältnis der Frequenzen ist nach fünf Intervallen der Obertonreihe definiert: 12/5, 4/5, 8/5, 5/12 und 5/4.
Multipliziert man nun eine vorgegebene Ausgangsfrequenz, für die Stockhausen 1920 Hz wählte, ergibt sich eine Folge von sechs Tönen. Jeder daraus entwickelte Ton bildet den Ausgangspunkt einer neuen Reihe. Dieses Verfahren wird solange durchgeführt, bis die Grenze von 66 Hz erreicht wird, die der Komponist als untere Hörgrenze definiert. Zur Verdeutlichung dieses Prinzips wird der Beginn dieser Frequenzmatrix dargestellt:
| 1920 | 800 | 1000 | 625 | 1500 | 1200 |
| 800  | 333 | 417  | 260 | 625  | 500  |
| 1000 | 417 | 521  | 325 | 781  | 625  |
| 625  | 260 | 325  | 203 | 488  | 390  |
| 1500 | 625 | 781  | 488 | 1170 | 937  |
| 1200 | 500 | 625  | 390 | 937  | 750  |

usw.
Aus diesen einzelnen Sinustönen werde nun Tongemische gebildet, aus denen Klangfarben erschlossen werden, die mit vordeterminierten Instrumentaltönen nicht realisiert werden können. Für die Gruppierung von Tongemischen wird folgende Reihenfolge gewählt, die keine symmetrische oder monotone Folge zulässt: 4 5 3 6 2 1.
Die Anwendung des obigen Gruppenschemas auf die abgebildete Frequenzmatrix ergibt folgende Zusammensetzung als Beispiel:
- 4: 1920, 800, 1000, 625
- 5: 1500, 1200, 800, 333, 417
- 3: 260, 625, 500
- 6: 1000, 417, 521, 325, 781, 625
- 2: 625, 260
- 1: 325

Dieses Schema wird nun zum Formenaufbau des ganzen Werkes gewählt: „Töne bilden Tongemische (Tongruppen – vertikal), Tongemische bilden Sequenzen (Klanggruppen – horizontal), Sequenzen bilden Strukturen (Sequenzgruppen – horizontal oder vertikal)“. Da heißt aus einer Gruppenreihe ergeben sich einheitliche Proportionen des ganzen Werkes, wie zum Beispiel:
- 4 Töne in Tongemisch 1, 4 Klänge in Sequenz 1, 4 Sequenzen in Struktur 1
- 5 Töne in Tongemisch 2, 5 Töne in Sequenz 2, 5 Sequenzen in Struktur 2 usw. (vgl. S. 26)[2]

Um diese Gruppierungen zu strukturieren, werden sechs Struktur- oder Gruppenformen definiert:
1. Sequenzen horizontal (untergeordnete Pausendauer vor Tondauer)
2. Sequenzen horizontal (Pausendauer nach Tondauer)
3. Sequenzen vertikal (Pausendauer vor Tondauer, beginnen gleichzeitig)
4. Sequenzen vertikal (Pausendauer nach Tondauer, beginnen gleichzeitig)
5. Sequenzen vertikal (Pausendauer vor Tondauer, schließen gleichzeitig)
6. Sequenzen vertikal (Pausendauer nach Tondauer, schließen gleichzeitig)

Den Gruppencharakter der Strukturen für die formale Gesamtvorstellung des Werkes gibt folgende ebenfalls unsymmetrische Reihenfolge: 4 2 3 5 6 1 (vlg. S. 27).
Um die Zeitdauern zu bestimmen, wird folgende Beziehung festgelegt: Die Zentimeterzahl einer Sekunde auf dem Tonband beträgt 76,2 cm. Die Dauer eines Tones soll 1/10 der Frequenzzahl sein und somit ergibt sich als Beispiel für die Töne 1920 Hz, 800 Hz und 1000 Hz eine Bandlänge von 192 cm, 80 cm und 100 cm. Jede so gefundene Zeitdauer wird als übergeordnete Zeitdauer bezeichnet. Die untergeordnete Zeitdauer bestimmt das Verhältnis zwischen Ton und Stille und beträgt dazu zwischen 1/6 und 6/6 der gesamten übergeordneten Zeitdauer. Das Verhältnis zwischen Pause-Ton oder Ton-Pause wird durch die Gruppen- oder Strukturform erklärt und die Länge ebenfalls durch eine unsymmetrische Zahlenfolge definiert. (vlg. S. 32)

## Weiterführung
Stockhausen empfand in Studie I eine Hörbarkeit der einzelnen Sinuskomponenten und sah seine Synthese in der Verschmelzung von Tönen in Klanggemische nicht realisiert. Dazu entwickelte er einen Formplan für die Studie II, in der jedoch von einer Intervallstruktur der Obertonreihe abgesehen wurde und die Klanggemische über einen Hallraum vermischt wurden.

## Trivia
In der elektronischen Studie I markiert ein außerhalb der seriellen Systematik stehender Einzelton (allerdings für unvorbereitete Hörer unauffällig) den Zeitpunkt, als Stockhausen bei der Arbeit an dem Stück über die Geburt seiner Tochter Suja informiert wurde (Stockhausen spricht von einem „Böllerschuss“).